# (1819) Laputa
(1819) Laputa ist ein Asteroid des Hauptgürtels, der am 9. August 1948 von E. L. Johnson, vom Union-Observatorium in Johannesburg aus, entdeckt wurde. 
Benannt ist der Asteroid nach der schwebenden Insel aus dem Buch Gullivers Reisen.